# Platja dels Barrilers
La platja dels Barrilers és una platja natural del municipi de Cadaqués (Alt Empordà) situada a la Cala Jugadora, al Parc Natural del Cap de Creus, a poca distància de la platja Gran de Cala Jugadora. Orientada al sud, és una platja assolellada, de 12 m de longitud i 13 m d'amplada, formada per grava i còdols. S'hi accedeix per un corriol que travessa l'antic camí del Cap de Creus a Cadaqués, i baixa des de prop del final de la carretera que arriba al Cap de Creus, situat a uns 300 m. Cal dur bon calçat, ja que les pedres d'aquesta zona, erosionades pel vent, són força esmolades, retallades, punxants i amb marges tallants.
El nom de Barrilers prové dels fabricants de bótes de fusta.